# N,N'-ジイソプロピルカルボジイミド
N,N′-ジイソプロピルカルボジイミド（英語: N,N′-diisopropylcarbodiimide、DIC、DIPC）は、ペプチド合成に使われるカルボジイミドである。液体であり、ワックス状固体であるN,N′-ジシクロヘキシルカルボジイミドより扱いやすい。また、多くの化学反応で副生するN,N′-ジイソプロピル尿素は多くの有機溶媒に溶けるため、ワークアップが容易である。

## 安全性
OECD 429に従ったin vivo経皮感作性試験により、DICは強い皮膚感作性物質であることが確認され、局所リンパ節アッセイ法 (LLNA) では0.20 wt%で反応を示し、化学品の分類および表示に関する世界調和システム（GHS）の経皮感作性カテゴリー1Aに分類された。示差走査熱量測定 (DSC) による分析では、DICの爆発性が最小であることが示された。